# Leiocephalus melanochlorus
Espèce
Statut de conservation UICN

 NT  : Quasi menacé
Leiocephalus melanochlorus est une espèce de sauriens de la famille des Leiocephalidae.

## Répartition
Cette espèce est endémique de l'île d'Haïti et se rencontre dans le département du Sud.

## Description
C'est une espèce vivant dans des milieux tempérés à semi-arides. Elle vit dans des zones ouvertes incluant les plages, bordures de champs et de mangrove et les lisières, et parfois dans les zones cultivées. Elle se rencontre du niveau de la mer jusqu'à plus de 1 500 m,.

## Liste des sous-espèces
Selon The Reptile Database (23 mars 2013) :
- Leiocephalus melanochlorus hysistus Schwartz, 1965
- Leiocephalus melanochlorus melanochlorus Cope, 1863

## Publications originales
- Cope, 1863 "1862" : Contributions to Neotropical saurology. Proceedings of the Academy of Natural Sciences of Philadelphia, vol. 14, p. 176-188 (texte intégral).
- Schwartz, 1965 : The Leiocephalus (Lacertilia, Iguanidae) of Hispaniola I. Leiocephalus melanochlorus Cope. Journal of the Ohio Herpetological Society vol. 5, no 2, p. 39-48.